# Hiệp hội bóng đá Antigua và Barbuda
Hiệp hội bóng đá Antigua và Barbuda (tiếng Anh: Antigua and Barbuda Football Association; ABFA) là tổ chức quản lý, điều hành các hoạt động bóng đá ở Antigua và Barbuda. Hiệp hội quản lý đội tuyển bóng đá quốc gia nam. Hiệp hội bóng đá Antigua và Barbuda gia nhập FIFA năm 1970 và CONCACAF năm 1972.
Hiệp hội điều hành, quản lý các giải đấu bóng đá quốc gia từ giải ngoại hạng đến giải hạng nhất, hạng nhì và giải nữ, cùng với Cúp quốc gia.